# Guatteria foliosa
Guatteria foliosa är en kirimojaväxtart som beskrevs av George Bentham. Guatteria foliosa ingår i släktet Guatteria och familjen kirimojaväxter. Inga underarter finns listade i Catalogue of Life.